# Медведев, Владимир Тимофеевич
Владимир Тимофеевич Медведев (22 августа 1937, д. Попово — 26 октября 2024, Москва) — советский деятель спецслужб, генерал-майор.

## Биография
Родился 22 августа 1937 года в деревне Попово в семье колхозника, член ВЛКСМ и КПСС. После окончания средней школы, в 1956 году призван на действительную военную службу. Окончил школу радистов, служил в авиации Балтийского флота в Калининграде. После демобилизации работал фрезеровщиком на заводе в Серпухове. Окончил Всесоюзный заочный юридический институт. С 1962 года служил в 9-м управлении КГБ СССР, сначала в 4-м отделе, с 1967 года — сотрудник 18-го отделения 1-го отдела, офицер 1-го отдела. С 1973 года — заместитель начальника отделения 1-го отдела 9-го управления. После смерти Л. И. Брежнева, которого накануне пытался спасти, делая искусственное дыхание, — заместитель начальника 18-го отделения 1-го отдела 9-го управления. С 1984 по апрель 1985 года — начальник 18-го отделения 1-го отдела 9-го управления, затем — начальник 14-го отделения 1-го отдела 9-го управления. Служил в охране Л. И. Брежнева, в конце правления которого стал руководителем его охраны. Также был руководителем охраны М. С. Горбачёва, 19 августа 1991 года был отстранён приказом начальника 9-го управления Ю. С. Плехановым. С марта 1992 года — на пенсии, член наблюдательного совета Ассоциации ветеранов органов государственной власти «Девятичи» и в том же году стал генеральным директором ЧОП «Фирма Центр-К». С 1996 года — советник Фонда «Антитеррор» (ФСБ и ФСО).
Умер 26 октября 2024 года в возрасте 87 лет.

### Звания
- рядовой (1956);
- полковник (1981);
- генерал-майор.

### Награды
- два ордена Красной Звезды;
- орден Трудового Красного Знамени;
- орден «Знак Почёта»;
- нагрудный знак «Почётный сотрудник госбезопасности»;
- медали.

## Киновоплощения
- Олег Волку  — «Брежнев», 2005.
- Максим Житник —  «Петля Нестерова», 2015.

## Публикации
- Медведев В. Т. Человек за спиной. — М.: Русслит, 1994. — 320 с. — ISBN 5-86508-052-0.
- Медведев В. Т. Грехи Брежнева и Горбачева. Воспоминания личного охранника. — М.: Алгоритм, 2017. — 256 с. — (Серия: «Кремлёвские телохранители»). — ISBN 978-5-906914-01-9.